# Le Temps d'un orage
Pour plus de détails, voir Fiche technique et Distribution.
Le Temps d'un orage (titre original : Reach the Rock) est un film américain, réalisé par Bill Ryan, sorti en 1998.

## Fiche technique
- Titre original : Reach the Rock
- Titre français : Le Temps d'un orage
- Réalisation : Bill Ryan
- Scénario : John Hughes
- Montage : Gerald B. Greenberg
- Musique : John McEntire
- Pays d'origine :  États-Unis
- Langue : Anglais
- Genre : Comédie dramatique
- Durée : 100 minutes
- Date de sortie : 
  - États-Unis : 16 octobre 1998

## Distribution
- William Sadler : Quinn
- Alessandro Nivola : Robin
- Bruce Norris : Ernie
- Karen Sillas : Donna
- Brooke Langton : Lise
- Norman Reedus : Danny